# Buch mit den sieben Siegeln

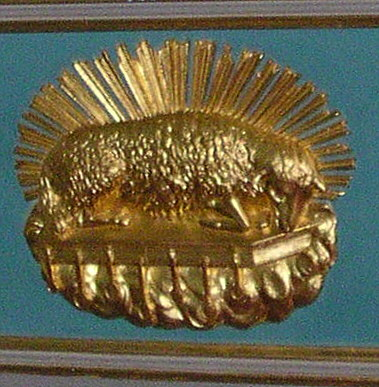
Hochaltar der Pfarrkirche St. Martin in Ensch

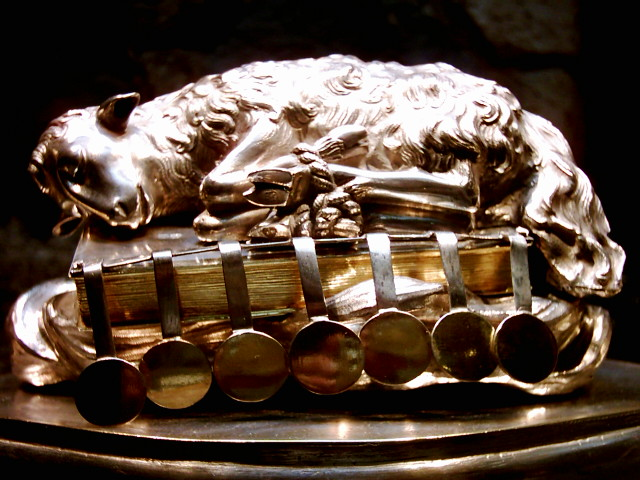
Apokalyptisches Lamm auf dem Buch mit den sieben Siegeln, Johann Heinrich Rohr, um 1775

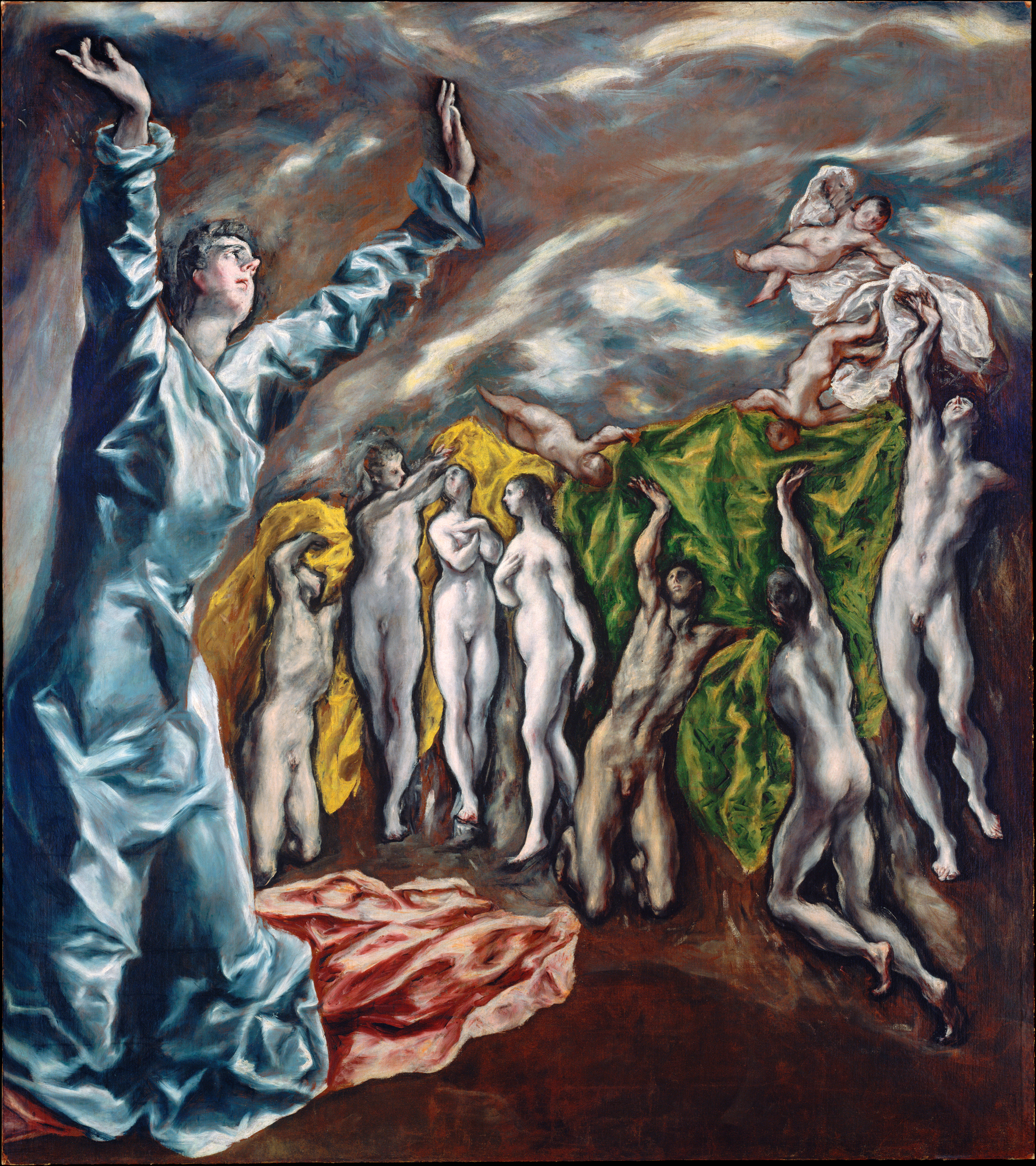
El Greco: Das fünfte Siegel der Apokalypse

Über das Buch mit den sieben Siegeln wird ausführlich ab dem fünften Kapitel der Offenbarung des Johannes im Neuen Testament der Bibel berichtet. Dabei wird in einer sehr bildreichen und visionären Sprache geschildert, wie nacheinander die sieben Siegel an einer „innen und auf der Rückseite beschriebenen“ Buchrolle (Offb 5,1 ) durch das Lamm (ein Symbol Jesu Christi) geöffnet werden, wodurch die Apokalypse ausgelöst wird.

## Die Siegel
Beim Öffnen der ersten vier Siegel werden nacheinander die vier apokalyptischen Reiter auf die Erde losgelassen (Offb 6,1–8 ).
Das fünfte Siegel lässt unter dem Altar die Seelen der Märtyrer sichtbar werden. Diese verlangen Vergeltung für ihren Tod (Offb 6,9–11 ).
Das sechste Siegel lässt die Erde beben, die Sonne färbt sich schwarz, der Mond wird wie Blut und die Sterne fallen auf die Erde (Offb 6,12–17 ).
Es wird daher oft bereits als Zeichen des Weltuntergangs gedeutet, aber auch als Zeichen für die Errettung der vor Gott Gerechten.
Das siebte Siegel ist schließlich das definitive Ende der bisherigen Welt. Sie wird durch sieben Engel mit Posaunen und einen achten mit dem Rauchfass verheert (Offb 8,1–9 ).

## Kulturelle Rezeption
Im Mittelalter (um 1150) wurde das auf die Vision des Apostels Johannes und (zahlensymbolisch) auf die Zahl Sieben Bezug nehmende geistliche und zahlenallegorische Gedicht De septem Sigillis im Gebiet Österreichs verfasst.
Die Redewendung „Das ist für mich wie ein Buch mit sieben Siegeln“ sagt im übertragenen Sinne aus, dass ein Thema sehr schwer zugänglich oder schwer verständlich ist.
Kunstgeschichtlich ist die Darstellung der Eröffnung des fünften Siegels von El Greco aus der Epoche des Manierismus von Bedeutung.
Der österreichische Komponist Franz Schmidt vertonte 1936 Das Buch mit sieben Siegeln als Oratorium. Das von den Wiener Symphonikern und dem Singverein der Gesellschaft der Musikfreunde Wien unter Oswald Kabasta im Juni 1938 in Wien uraufgeführte Werk gilt als eines der bedeutendsten Oratorien der musikalischen Spätromantik.
Die sieben Siegel waren Kern der Lehre des Sektenführers David Koresh. Die von ihm geplante Veröffentlichung seiner Interpretation der sieben Siegel wurde vor seinem Tod nicht mehr fertig. Das unfertige Skript soll 1993 beim Sturm auf Waco verbrannt sein.
Die Universität Oxford führt das Buch mit den sieben Siegeln in ihrem Logo.